# Szeląg (województwo warmińsko-mazurskie)
Szeląg (niem. Forsthaus Eckschilling) – osada leśna w Polsce położona w województwie warmińsko-mazurskim, w powiecie ostródzkim, w gminie Łukta, przy drodze wojewódzkiej nr 530 i nad północno-zachodnim krańcem jeziora Szeląg Wielki.
W latach 1975–1998 miejscowość należała administracyjnie do województwa olsztyńskiego.